# Samuel Soares
Samuel Jumpe Soares (Amadora, 15 de junio de 2002) es un futbolista portugués que juega de portero en el S. L. Benfica de la Primeira Liga.

## Selección nacional
Ha representado a Portugal a nivel internacional juvenil.

## Estadísticas

### Clubes
Actualizado al último partido disputado el 19 de octubre de 2024.
| S. L. Benfica "B" Portugal            | 2.ª           | 2021-22       | 11 | 9  | — | — | — | — | 11 | 9  |
| S. L. Benfica "B" Portugal            | 2.ª           | 2022-23       | 20 | 32 | — | — | — | — | 20 | 32 |
| S. L. Benfica "B" Portugal            | 2.ª           | 2024-25       | 1  | 0  | — | — | — | — | 1  | 0  |
| S. L. Benfica "B" Portugal            | Total club    | Total club    | 32 | 41 | 0 | 0 | 0 | 0 | 32 | 41 |
| S. L. Benfica Portugal                | 1.ª           | 2022-23       | 1  | 0  | 0 | 0 | 0 | 0 | 1  | 0  |
| S. L. Benfica Portugal                | 1.ª           | 2023-24       | 5  | 3  | 1 | 1 | 0 | 0 | 6  | 4  |
| S. L. Benfica Portugal                | 1.ª           | 2024-25       | 0  | 0  | 1 | 0 | 0 | 0 | 1  | 0  |
| S. L. Benfica Portugal                | Total club    | Total club    | 6  | 3  | 2 | 1 | 0 | 0 | 8  | 4  |
| Total carrera                         | Total carrera | Total carrera | 38 | 44 | 2 | 1 | 0 | 0 | 40 | 45 |
| (1) Hace referencia a goles encajados |               |               |    |    |   |   |   |   |    |    |

## Palmarés

### Títulos nacionales
| Título                      | Club          | País     | Año  |
| --------------------------- | ------------- | -------- | ---- |
| Primeira Liga               | S. L. Benfica | Portugal | 2023 |
| Supercopa de Portugal       | S. L. Benfica | Portugal | 2023 |
| Copa de la Liga de Portugal | S. L. Benfica | Portugal | 2025 |
| Supercopa de Portugal       | S. L. Benfica | Portugal | 2025 |